# کیتاجیما، توکوشیما
کیتاجیما، توکوشیما (به لاتین: Kitajima, Tokushima) یک منطقهٔ مسکونی در ژاپن است که در استان توکوشیما واقع شده‌است. کیتاجیما  ۲۰٬۳۲۶ نفر جمعیت دارد.